# Refugi Mittellegi

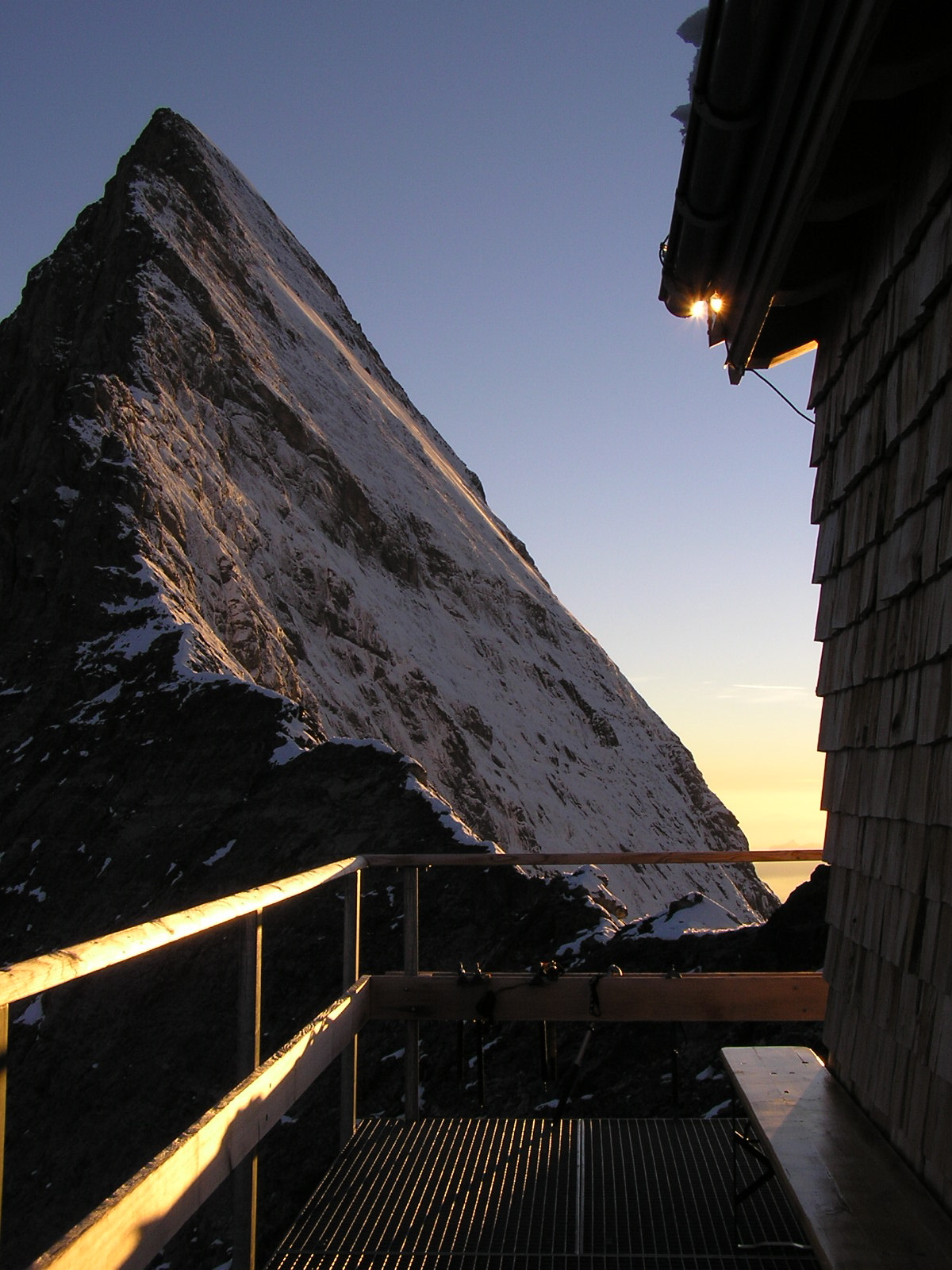
Vista de l'aresta Mittellegi des del refugi

El refugi Mittellegi (alemany: Mittellegihütte) és un refugi de muntanya al comú de Grindelwald, districte d'Interlaken, a l'Oberland de Berna (Suïssa). Se situa a una altitud de 3.355 msnm, enfilat a l'aresta Mittellegi del Eiger. Serveix de punt de pernoctació per l'ascens a l'Eiger per aquesta aresta.

## Història
L'alpinista japonés Yuko Maki, qui va escalar l'Eiger per primera vegada per l'Aresta Mittellggi el 10 de setembre de l'any 1921, va fer una donació de 10.000 francs per la construcció del refugi Mittellegi, perquè servís d'aixopluc als muntanyencs que volguessin pujar per l'aresta. En el primer ascens, Maki i els seus guies, es van veure obligats a bivaquejar a l'inici de l'aresta.
La construcció va tenir lloc l'any 1924. Aquesta primera cabana fou renovada (parets i teulada) el 1986, i se li va afegir una construcció en tub d'alumini que afegia 12 places més a les 16 inicials i que s'utilitza encara com a sala d'hivern.
Des de 1995 el refugi està guardat a l'estiu.
L'any 2001, l'Associació de Guies de Muntanya de Grindelwald hi va instal·lar un refugi completament nou de 30 places, amb sala, cuina i un allotjament pel guarda.
El vell Mittellegihütte va ser transportat sencer amb un helicòpter, i ara està al museu de l'estació d'Eigergletscher del ferrocarril Jungfraubahn.

## Accés
- Amb el ferrocarril Jungfraubahn, fins a l'estació Eismeer, i des d'aquí en unes dues hores per la gelera Kallifirn (Unterer Grindelwaldgletscher) i escalant fins a la cresta (III grau).
- Amb el telefèric Grindelwald–Pfingstegg fins Stieregg, i des de la cota 2.489 fins al Kallifirn i fins al refugi (escalada III grau).

### Publicacions
- Tejedo, Vicenç «Ascensions a l'Oberland Bernès, Eiger Aresta Mittellegi». Senderos. Unió Excursionista de Catalunya [Barcelona], 6-1974, pp. 13-14 [Consulta: 29 agost 2012].
- Gomis, Jaume «L'Eiger (3.970 m) Aresta Mittellegi». Cingles. Agrupació Científico-Excursionista [Mataró], Any VII, núm. XXV, Oct-Nov-Des 1975, pp. 438-441 [Consulta: 24 febrer 2012].
- Mengual Padròs, David «Mittellegi, l'aresta de l'Eiger i altres ascensions de l'Oberland (1)». Butlleti del Club Excursionista UEC Anoia [Igualada], Any 7, núm. 24, 24-07-2007, pp 10-13 [Consulta: 24 febrer 2012].
- Mengual Padròs, David «Mittellegi, l'aresta de l'Eiger i altres ascensions de l'Oberland». Muntanya. Centre Excursionista de Catalunya [Barcelona], Nº 870, 4-2007, pp. 6-15 [Consulta: 24 febrer 2012].
- Bomio, Marco «Aus dem Berg auf die Hütte». Alpin, núm. 8, 1-2009, pp 32-35. ISSN: 0177-3542.

### Llibres
- Sallent, Eduard. Per ser tan blanca. Del Nanga Parbat a l'Eiger.  Madrid: Desnivel, 2004. ISBN 9788496192287.
- Anker, Daniel; Bomio, Marco. «De la gruta del Eiger hasta el refugio de Eiger-Ostegg». A: Eiger: La arena vertical (Eiger. Die Verticale Arena).  Madrid: Desnivel, 2000. ISBN 84-89969-55-8.